# クリア・スカイ
「クリア・スカイ」は、日本のロックバンドPierrotの、メジャーレーベルから発売された1枚目のシングル。1998年9月10日、東芝EMIより発売。

## 概要
売り上げは、前作「Screen」の約11倍伸び、12万枚弱まで達した。これはPIERROTのシングルの中で3番目に高い売り上げ。テレビ朝日系全国ネット『今夜は帰して!!』エンディングテーマ。1998年10月3日にNHKの音楽番組『ポップジャム』に出演し、「クリア・スカイ」を演奏した。
本作発売の翌1999年7月7日に発売されたアルバム『FINALE』には、「クリア・スカイ (Album Version)」として収録され、シングル盤にはない歌詞や展開が追加される等の大胆な編曲が施されている。『FINALE』発売以降のライブでは、「クリア・スカイ (Album Version)」を演奏している。
転調が多く、イ長調のイントロから始まり、Aメロでいきなりハ長調に転調。その後もBメロでハ短調、サビでロ長調、中盤でホ長調と頻繁に調が変化している。Bメロのギターの構成についてアイジは、「掛け合いあり・ハモリありという感じなので、ギター二人でやると絶対おもしろいと思います。」と述べた。
B面の「蜘蛛の意図」もライブでは高い頻度で演奏されており、主にアンコール以降に演奏されファンにはお馴染みの曲となっている。2014年10月24日・10月25日に開催されたPIERROTの8年ぶりのコンサート「DICTATORS CIRCUS FINAL」でも両日演奏され、10月25日の「DICTATORS CIRCUS FINAL -BIRTHDAY-」に於いては、予期せぬアンコールに応える形で演奏し、コンサートを締め括った。「蜘蛛の意図」はPIERROTのいずれのスタジオ・アルバムにも収録されていないが、2005年6月8日に発売されたカップリング曲のベスト・アルバム『DICTATORS CIRCUS -A deformed BUD-』に収録されている。また、ネオ・ヴィジュアル系バンドが、1990年代のヴィジュアル系の楽曲をカバーしたトリビュート・アルバム『CRUSH!2 -90's V-Rock best hit cover songs-』では、花少年バディーズが「蜘蛛の意図」のカバーで参加している。
CDジャケットのアートディレクターは加藤靖隆。ミュージックビデオの監督は二階健。

## 収録曲
1. クリア・スカイ
(作詞：キリト　作曲：Pierrot)
2. 蜘蛛の意図
(作詞：キリト　作曲：アイジ)